# المهناوية
المهناوية أو منطقة الچيچان هي قضاء في محافظة الديوانية، في منطقة الفرات الأوسط بالعراق، تقع شمال قضاء الشامية بحوالي 13 كيلومتراً يحدها من الجنوب ناحية الصلاحية ومن الغرب ناحية السنية ومن الشمال والغرب ناحيتا الحرية والعباسية على التوالي التابعتين لقضاء الكوفة في النجف.
كانت المهناوية قرية صغيرة تابعة لقضاء الشامية ثم إستحدثت فيها ناحية بمرسوم جمهوري في 28 تشرين الثاني عام 1961 وفي عام 2019 أصبحت قضاء بشكل رسمي المسافة بين المهناوية ومركز محافظة القادسية هي 36 كيلومتراً عبرَ طريق أُنشئ سنة 1983.

## التاريخ
سميت بالمهناوية نسبة إلى السادة آل مهنا الحسينيون الاعرجيون وكانت الأراضي في ناحية المهناوية تابعة لهم أرضاً ونهراً وهي سورى سابقاً من الكوفة والحلة واما اليوم فهي المهناوية والقاسم.
تقع ناحية المهناوية في الجزء الأوسط من العراق وفي الجهة الشمالية الغربية من محافظة الديوانية وعلى الجانب الأيسر لنهر الشامية حيث تقع على دائرتي عرض 42-32 شمالاً، مع خط الطول 31-45 شرقاً ويحدها من الشمال والشمال الغربي محافظة النجف ومن الشرق ناحية السنية ومن الجنوب ناحية الصلاحية التابعة لقضاء الشامية ومن الغرب ناحية العباسية في محافظة النجف وتقدر مساحة أراضي الناحية وبضمنها الأراضي المقامة عليها الأحياء السكنية حوالي 204 كيلومترات مربعة، تعادل 64211 دونماً مشتملة على 37 مقاطعة.
المهناوية عبارة عن أيشانات ثلاثة تحيط بها المياه من كل جانب وتقع غرب موقع الناحية الحالي بمسافة واحد ونصف كم وقد تكونت بالاخص على ايشان (أل كوير) ثم امتدت إلى ايشان (عكر). كانت تسمى سورا من نواحي الكوفة وتعرف صدورها اليوم بالجذع وتنبع من جهة شط الحلة اليمنى باتجاه الكوفة ومنطقة سورا سابقاً. تبعد الناحية عن مركز المحافظة 36 كم حيث يربطها طريق معبد تم انشائه عام 1983 الذي يرتبط بالشارع الرئيسي الذي يربط محافظة الديوانية بمحافظة بابل والعاصمة بغداد. تحوي مدارس بواقع 21 مدرسة ابتدائية و4 مدارس متوسطة منها واحدة للبنات كما توجد مدرسة ثانوية مختلطة وروضة واحدة للأطفال وتعتبر الزراعة من أهم الحرف التي يزاولها أبناء الناحية حيث يقوم اغلب السكان بزراعة الحبوب وخاصة الرز (الشلب) والحنطة والشعير وتكثر في الناحية بساتين النخيل فضلاً عن قيام السكان بتربية المواشي.

## سكان المهناوية
في ناحية المهناوية المجتمع ريفي، يعمل غالبية أهله في الزراعة، وحتى سنة 2020 لم يكن في الناحية إلا مركز صحي واحد، وليس فيها مستشفى.
| السنة | العدد |
| 2009  | 38296 |
| 2015  | 42447 |
| 2016  | 43181 |
| 2017  | 43928 |
| 2017  | 44688 |
| 2019  | 45462 |
| 2020  | 46248 |

## مقاطعات قضاء المهناوية
| رقم المقاطعة | اسمها                                    | مساحتها | سكانها |
| 2            | الخزعلي                                  |         |        |
| 3            | الطحينية                                 |         |        |
| 9            | الشاطي والسبعين والهيتاوية               |         |        |
| 10           | السلوعة والمغدر                          |         |        |
| 11           | الجراي والظليمة                          |         |        |
| 12           | بزايز الخزعلي                            |         |        |
| 13           | الرشادة                                  |         |        |
| 23           | هور وريجي                                |         |        |
| 25           | هور ابن نجم الشمالي                      |         |        |
| 42           | الجاير والابياش                          |         |        |
| 43           | الترابة                                  |         |        |
| 44           | اراضي وبساتين الطبر من المهناوية         |         |        |
| 52           | ابو كفوف الشمالي                         |         |        |
| 53           | المهناوية الشمالية                       |         |        |
| 54           | التساعين                                 |         |        |
| 55           | أبو كفوف الغربي                          |         |        |
| 56           | ابو كفوف الجنوبي                         |         |        |
| 57           | عكر                                      |         |        |
| 58           | التساعين من المهناوية                    |         |        |
| 60           | بساتين الزوية من العنكوش الغربي          |         |        |
| 63           | الحدادي وام براهين والديمة من عكر        |         |        |
| 65           | ام الورد الشرقية                         |         |        |
| 66           | كوية الشرقية                             |         |        |
| 69           | الضمدية وام جير من عرك                   |         |        |
| 70           | الكصة والخورة من عكر                     |         |        |
| 71           | الابياش والستة من عكر                    |         |        |
| 72           | ام بط آل رباط الشمالية                   |         |        |
| 73           | مصيخنة وام البط                          |         |        |
| 74           | ام بط آل رباط الغربية                    |         |        |
| 75           | الخرابة والصدادة من عكر                  |         |        |
| 76           | ابو حولية والخرابة من آل رباط            |         |        |
| 78           | الحدادى                                  |         |        |
| 79           | اراضي بزايز الحدادى                      |         |        |
| 81           | اراضي خيوط الزيادات من عكر               |         |        |
| 82           | ابو رملة وغضيب من عكر                    |         |        |
| 83           | بساتين الايشان من عكر                    |         |        |
| 84           | الخمسات والستات والجراى من عكر           |         |        |
| 85           | ام الورد الشمالية والمجرى                |         |        |
| 86           | التفيجية والجمبولية والبرة من كوية       |         |        |
| 87           | العراجيب والجغيليات والعطيش من كوية      |         |        |
| 88           | لطولكانية والطعمية والمجنونة من كوية     |         |        |
| 89           | الكطعة والنواد والكصبة والطكطاكة من كوية |         |        |
| 90           | كوية الصبغان                             |         |        |
| 91           | اراضي خرخيت                              |         |        |
| 92           | ام الورد الغربية                         |         |        |
| 93           | ام الورد الشمالية وبزايز المجرى          |         |        |
| 94           | اراضي وبساتين ساكان/الصلاحية             |         |        |

## بلدية المهناوية
أُنشئت بلدية لناحية المهناوية من الصنف الرابع في 1 كانون الثاني سنة 1963، وذُكرَ أن حدود البلدية حينئذٍ هي:
- من الشمال ـ يحدها شمالا نهر جيجان والمقاطعة 54 التساعين.
- من الشرق ـ يحدها شرق مقاطعة رقم 44 اراضي وبساتين الطبر
- من الغرب ـ يحدها غربا مقاطعة رقم 43 الترابية.
- من الجنوب ـ يحدها جنوبا بزل المهناوية والمقاطعة 57 عكر

## الماء
في ناحية المهناوية 3 جداول متفرعة من شط الشامية المتفرع من شط الحلة المتفرع من نهر الفرات.
| اسم الجدول     | طوله كيلومتراً |
| جدول المهناوية | 21            |
| جدول الجيجان   | 12            |
| جدول عكر وغضيب | 9             |

## الواقع الزراعي
كبقية مناطق قضاء الشامية المحصول الأساس هو الرز العنبر صيفاً والحنطة والشعير شتاءاً وتعتمد زراعة هذه المحاصيل على السقي سيحاً إذ كان النهر الوحيد الذي يروي المهناويه اسمه (السبل) وقد درس هذا النهر وحاليا تروى المهناوية من اربع فروع رئيسية هي نهر الجيجان ونهر المهناوية ونهر عكر ومهر الحدادي.

## السكان
يبلغ عدد سكان الناحية مع ملحقاتها من القرى والمناطق الزراعية التابعة لها حوالي 95,000 نسمة.